# Contea di Louisa (Iowa)
La contea di Louisa (Louisa County) è una contea dello Stato dell'Iowa, negli Stati Uniti. La popolazione al censimento del 2000 era di 12 183 abitanti, passati a 11387 nel 2010. Il capoluogo di contea è Wapello.